# AL24 News
AL24 News è un'emittente televisiva satellitare algerina all-news lanciata il 1º novembre 2021, in occasione del 67º anniversario della guerra d'indipendenza. Trasmette in arabo, inglese e francese.
La produzione dei programmi è affidata ad ANEP Audiovisuel-SPA, una filiale dell'Agenzia nazionale per l’editoria e la pubblicità del governo algerino.
La sede principale della rete si trova ad Algeri, con redazioni e uffici di corrispondenza a Parigi, Washington DC, Pechino e Mosca. Il direttore generale è Hichem Melaksou.
Secondo l'agenzia di stampa statale Algeria Press Service, il canale intende rafforzare “la presenza dell'Algeria sulla scena mediatica internazionale e l'impatto delle sue posizioni rispetto alle cause regionali e internazionali”.